# Geert Jan van Oldenborgh
Geert Jan van Oldenborgh (* 22. Oktober 1961 in Rotterdam; † 12. Oktober 2021) war ein niederländischer Klimatologe und Physiker. Er studierte die Klimamodellierung von widrigen Wetterereignissen und gilt als Pionier der Attributionswissenschaft. Er war auch der Schöpfer der digitalen Plattform Climate Explorer (einem Online-Repository für meteorologische Daten und einer Plattform für die Analyse von Klimadaten).
Er wurde 2021 mit dem Orden vom Niederländischen Löwen ausgezeichnet und vom Nachrichtenmagazin Time auf der Liste der 100 einflussreichsten Menschen des Jahres 2021 genannt.

## Leben
Er wurde am 22. Oktober 1961 in Rotterdam als Sohn des Rechtsanwalts Jan van Oldenborgh und der Psychoanalytikerin Wil Lijbrink geboren. 
Während seiner Schulzeit in den Niederlanden erhielt er ein Stipendium für das Lester B. Pearson College in Victoria (British Columbia) in Kanada. 
Dort lernte er auch Chinesisch. 1986 erhielt er seinen Master in Theoretischer Physik an der Universität Leiden (Niederlande). Er studierte dort auch Mathematik und Chinesisch. Er promovierte 1990 an der Universität Amsterdam und am NIKHEF (Niederländisches Institut für Kern- und Hochenergiephysik).
Van Oldenborgh begann seine Lehr- und Forschungslaufbahn an der Ludwig-Maximilians-Universität München und am Paul Scherrer Institut in der Schweiz, wo er Elementarteilchen studierte, bis er 1994 nach Leiden zurückkehrte. Er arbeitete seit 1996 am Königlich-Niederländischen Meteorologischen Institut (KNMI) und außerdem seit 2019 als Professor an der Oxford University.
Während seiner Zeit am KNMI konzentrierte er sich auf Möglichkeiten zur Verbesserung der Genauigkeit von Vorhersagemodellen, während er das El-Niño-Wetterphänomen im Pazifischen Ozean untersuchte. Dieses tritt alle paar Jahre auf und bringt globale Wettermuster durcheinander. 
Er schuf auch die digitale Plattform Climate Explorer, die als digitales Archiv für riesige Bestände an klimabezogenen Daten dient, darunter globale Temperaturmessungen, Ozonwerte, Meereisstände, Niederschlagsmessungen, Meerestemperaturen, historische Aufzeichnungen von Wirbelstürmen und Dürren. Einige der Daten in der Plattform reichen bis ins 14. Jahrhundert zurück. Seine Arbeit an der digitalen Plattform brachte ihm den Technologiepreis der European Meteorological Society ein.
Im Laufe seiner Karriere verfasste er über 150 Peer-Review-Artikel zu diversen Themen der Wettervorhersage, einschließlich saisonaler Vorhersage, Klimamodellierung und Ereigniszuordnung. 
Er gilt als Pionier der Attributionswissenschaft, die maßgeblich dazu beigetragen hat, das öffentliche Bewusstsein dafür zu schärfen, wie der Klimawandel mit extremen Wetterereignissen zusammenhängt. 
Zusammen mit der deutschen Klimaforscherin Friederike Otto entwickelte er eine Methode, um kurz nach großen katastrophalen Wetterereignissen die Rolle des Klimawandels zu bestimmen. Dies führte zur Gründung von World Weather Attribution, einem internationalen Netzwerk von Klimawissenschaftlern und -instituten.  
Zusammen mit anderen Wissenschaftlern trug van Oldenborgh dazu bei, Zusammenhänge zwischen der globalen Erwärmung und katastrophalen Ereignissen wie Dürren, Überschwemmungen, Waldbränden und Hitzewellen zu untersuchen. Einige der Ereignisse, die er und seine Kollegen als durch den vom Menschen verursachten Klimawandel verursacht oder verstärkt identifizierten, waren die Waldbrände in Schweden 2018, australische Buschbrände, Hitzewellen in Europa 2019, Waldbrände in Sibirien 2021 und die Hochwasser in West- und Mitteleuropa 2021. Eine Studie der Gruppe zur Hitzewelle in Nordamerika 2021 wies zudem nach, dass diese in direktem Zusammenhang mit dem Klimawandel stand.
Vor der Arbeit von Van Oldenborgh und anderen Forschern zur Ereigniszuordnung war die allgemeine Meinung unter Wissenschaftlern, man könne ein einzelnes Ereignis nicht dem Klimawandel zuschreiben. Seine Arbeiten trugen erheblich zu einer Änderung dieser Sichtweise bei.
Er war auch maßgeblich daran beteiligt, einige der Attributionsanalysen durchzuführen, als die Ereignisse noch frisch in den Köpfen der Menschen waren. Einige ihrer Studien wurden auch vor einem Peer-Review veröffentlicht, mit dem Argument, dass die grundlegenden Modelle und Techniken bereits peer-reviewed waren und in wissenschaftlichen Zeitschriften veröffentlicht wurden.
Van Oldenborgh arbeitete am 2013 erschienenen Fünften Sachstandsbericht des IPCC mit. 
Er war lead author von Kapitel 11 der Working Group I contribution to the Fifth Assessment Report.

## Persönliches
Van Oldenborgh lernte 1982 seine zukünftige Frau Mandy kennen, eine klinische Psychologin und Psychotherapeutin. Sie heirateten 1987 und bekamen drei Söhne.
Im Jahr 2013 wurde bei van Oldenborgh Multiples Myelom („Kahler-Krankheit“) diagnostiziert, eine Form von Blutkrebs. Der Krebs schritt 2019 fort. Er starb am 12. Oktober 2021 im Alter von 59 Jahren in der Stadt Gouda.